# 御霊神社 (有田川町)
御霊神社（ごりょうじんじゃ）は、和歌山県有田郡有田川町にある神社。

## 祭神
主祭神は吉備大臣、崇道天皇、伊豫親王、藤原夫人、藤太夫、橘太夫、文太夫、火雷天神。